# NGC 1992
NGC 1992 é uma galáxia espiral (S0-a) localizada na direcção da constelação de Columba. Possui uma declinação de -30° 53' 49" e uma ascensão recta de 5 horas, 34 minutos e 31,8 segundos.
A galáxia NGC 1992 foi descoberta em 19 de Novembro de 1835 por John Herschel.